# Gare de Sopron
La gare de Sopron (en hongrois : Sopron vasútállomás) est une gare ferroviaire hongroise, située à Sopron.

## Histoire
La gare est inaugurée en 1876 comme la nouvelle gare de la compagnie GySEV, chargée des lignes circulant autour du Lac de Neusiedl, entre la Hongrie et l'Autriche. Il s'agit de la seconde gare mise en service à Sopron, la première - la gare de Sopron-Déli -, ayant été ouverte 29 ans auparavant. En 1900, la gare du GySEV est desservie par la première ligne de tramway de Sopron. 
Le grand hall d'accueil est détruit lors de la Seconde Guerre mondiale, puis reconstruit dans un style moderne. Conçu par l'architecte du GySEV Gyula Szánthó, le nouveau bâtiment ouvre ses portes en 1977. Il reste néanmoins de l'ancienne gare quelques dépendances, notamment le poste du garde-barrière qui, bien qu'inutilisé, a été depuis rénové. 